# 香灼璣
香灼璣，SBS，JP（1943年12月21日—2011年7月2日），籍貫廣東合浦（今廣西），香港建築師。香曾任香港公民教育委員會主席、城市規劃委員會成員、新界鄉議局執行委員及規劃地政政策聯絡委員會委員。任職公民教育委員會主席時最令人印象深刻的事件就是製作了《心繫家國》電視宣傳片，於每日傍晚新聞報導前播放。2011年7月於寓所心臟病發死亡，終年67歲。

## 背景
香灼璣專業是建築師，是前香港行政長官曾蔭權的表哥，父親是國軍抗日將領香翰屏，母親是香翰屏的四房妾侍曾素齡。香灼璣於元朗區長大，1949年至1954年間就讀錦田公立蒙養學校，1955年至1961年就讀元朗公立中學（於1961年中文中學會考中考獲歷史科「優」等，地理和宗教科「良」等成績），曾讀麻省理工及哈佛大學。生前與妻子李芝英（Marcene）育有兩名兒子。

## 擅自更改官地用途事件
2006年8月7日，香灼璣被東方日報揭發他自1987年起透過短期租約，租用觀音山一幅只可作倉庫的官地，改裝為別墅式豪宅，除設有客廳及偏廳外，更僭建閣樓，又利用貨倉外空地打造成花園，並設置魚池。有人就以看守倉庫為理由享用上址，企圖逆權侵佔。 香港地政總署多次去信警告，指香灼璣違反租約改變土地用途以及佔用毗鄰政府用地，指出該土地只可用作倉庫，但香灼璣卻申請改建，之後政府當局並無任何行動。
香灼璣1999年搬出觀音山，但在2006年8月該地仍然有外籍傭工、私人花園、停車場、寬頻上網及別墅大宅。最後香灼璣在9月中辭去公民教育委員會主席一職，將官地交還給政府。

## 外部連線
- 香灼璣有個三個足球場大的鐵皮包石屎牆豪宅[]
- 香灼璣 Xiang Zhuo Ji Daniel Heung

| 前任： 鄭慕智 | 公民教育委員會主席 2004年—2006年8月 | 公民教育委員會主席 2004年—2006年8月 | 繼任： 彭敬慈博士 |